# Jean-François Foucquet
Jean-François Foucquet vagy Jean-François Fouquet (Vézelay, 1665. március 12. – Róma, 1741. március 14.) francia jezsuita hittérítő, püspök, tudós, sinológus. (Kínai neve pinjin átírásban: Fù Shèngzé; magyar népszerű: Fu Seng-cö; hagyományos kínai: 傅聖澤; egyszerűsített kínai: 傅圣泽.)

## Élete és munkássága
Fouquet egy tehetős család gyermekeként született a burgundiai Vézelay-ben. Tanulmányait a párizsi Lycée Louis le Grandon végezte, majd 1681-ben belépett a jezsuita rendbe. Négy évvel később matematikát tanított. 1693-ban szentelték pappá, a következő évben pedig önként jelentkezett missziós munkára Ázsiába. 1699-ben érkezett Amoyba, és 1711-ig Fucsien és Csianghszi tartományokban végzett térítő munkát. 1711-ben meghívást kapott Pekingbe, hogy matematikát és a csillagászatot tanítson. Pekingi állomáshelyéről 1720-ban távozott mintegy 1200 kézirattal. Kantonban egy teljes évet várt egy francia hajóra, majd 1722-ben 22 két év után tért vissza Európába.
1723. június 8-án Fouquet személyesen is találkozott XIII. Ince pápával, 1725-ben pedig püspökké nevezték nevezték ki a palesztinai Eleutheropolisban (a mai Bajt Dzsibrin).
Főműve a Tabula Chronologica historiae Sinicæ („A kínai történelem időrendi táblázata”). Foucquet meggyőződéses képviselője volt a leginkább jezsuita körökben elterjedt figurizmusnak, amely elmélet szerint a kínai klasszikus művek, különösképpen a Változások könyve keresztényi utalásokat tartalmaz, illetve a kínai kultúra bibliai hagyományokra vezethető vissza.

## Munkái
- De la Doctrine et des Livres des Chinois
- Tabula Chronologica Historiæ Sinicæ Connexa cum Cyclo qui vulgo Kia-Tse dicitur

## Fordítás
- Ez a szócikk részben vagy egészben  a   Jean-François Foucquet című angol Wikipédia-szócikk ezen változatának fordításán alapul.  Az eredeti cikk szerkesztőit annak laptörténete sorolja fel. Ez a jelzés csupán a megfogalmazás eredetét és a szerzői jogokat jelzi, nem szolgál a cikkben szereplő információk forrásmegjelöléseként.